# Dialekt morawsko-słowacki

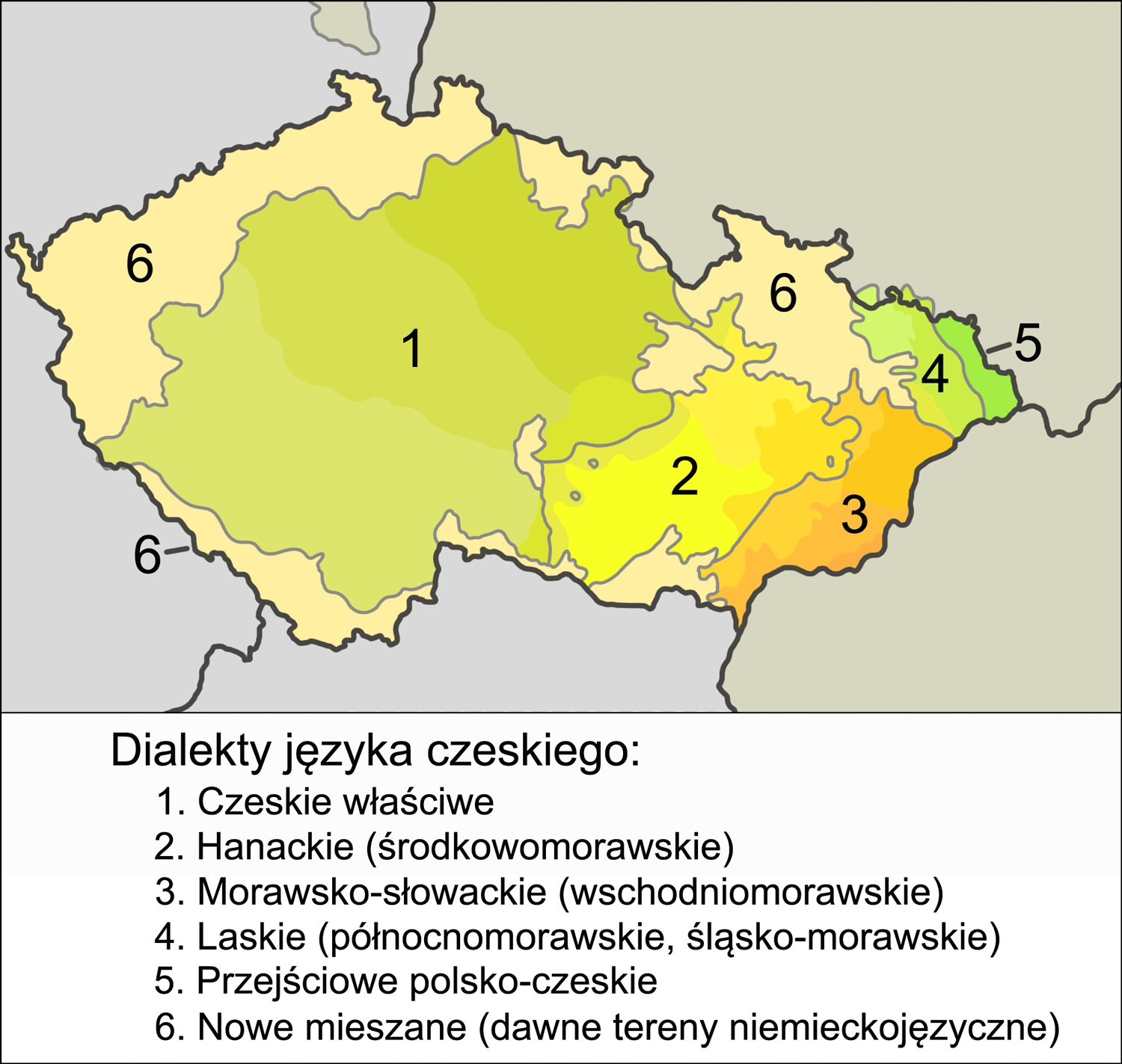
Dialekt morawsko-słowacki na mapie dialektów języka czeskiego

Dialekt morawsko-słowacki lub dialekt wschodniomorawski (cz. nářečí východomoravská, nářečí moravskoslovenská, východomoravská nářeční skupina, moravskoslovenská nářeční skupina) – jedno z ugrupowań dialektalnych czeskich we wschodniej i południowo-wschodniej części Moraw. Jest to jeden z czterech tradycyjnie wyróżnianych ugrupowań dialektalnych czeskich, obok dialektów czeskich właściwych, hanackiego (środkowomorawskiego) i laskiego (północnomorawskiego)  .
Dialekt morawsko-słowacki charakteryzuje się cechami językowymi, takimi jak stary system długich samogłosek, w tym ý, ú zamiast ej, ou; częste występowanie spółgłosek miękkich ň, ť, ď przed spółgłoskami i na końcu wyrazu; rozróżnienie l - ł; udźwięcznienie wstępujące w grupie ⟨sh⟩=zh; obecność grupy šč wobec literackiej grupy šť; brak protezy v i j; dźwięczny typ sandhi; formy rzeczowników żeńskich w mianowniku i bierniku typu ulica - ulicu (por. literackie ulice, ulici); rodzaj męski i nijaki w liczbie mnogiej rzeczowników w z końcówkami celownika i miejscownika odpowiednio -om i -och; formy czasowników pierwszej osoby liczby pojedynczej w czasie teraźniejszym typu chcu  . Z uwagi na duże zbieżności pomiędzy dialektem morawsko-słowackim a dialektami słowackimi, bywa on do nich często zaliczany.
Na podstawie gwar morawsko-słowackich powstała forma naddialektalna – tzw. interdialekt morawsko-słowacki (cz. východomoravskýmoravskoslovenský interdialekt) albo inaczej potoczny morawsko-słowacki (cz. obecná moravská slovenština), używany w codziennej komunikacji przez ludność Moraw wschodnich i południowych. Obecnie znaczący wpływ na interdialekt wschodniomorawski ma potoczny czeski (cz. obecná čeština) .

## Podział
W skład gwar morawsko-słowackich wchodzą:
- Podgrupa południowy (słowacka) (cz. jižní (slovácká) podskupina).
- Podgrupa północna (wołoska) (cz. severní (valašská) podskupina):
  - gwary pograniczne podgrupy północnej (cz. severní pomezí severní podskupiny),
- Zachodnie peryferyjne gwary słowacko-morawskie (cz. západní okrajové úseky východomoravských nářečí):
  - gwary graniczne (cz. hranický úsek),
  - gwary keleckie (cz. nářečí kelečské),
  - gwary dolskie (cz. nářečí dolská),
  - gwaryy typu dolskiego z dyftongami ej, ou (cz. dolský typ s dvojhláskami ej, ou),
- Gwary kopaniczarskie (cz. kopaničářská nářečí).

## Cechy dialektów
Do cech językowych dialektów morawsko-słowackich należą następujące zjawiska fonetyczne i morfologiczne  :
1. Obecność opozycji długich i krótkich samogłosek, charakterystyczna również dla na obszarze czeskim i hanackich, ale odróżnia to dialekt morawsko-słowacki od gwar laskich i polsko-czeskich, w których notuje się tylko krótkie samogłoski.
2. Zachowanie długiego ý: dobrý ‘dobry’, w przeciwieństwie do dialektów czeskich, które posiadają na jego miejscu dyftong ej: dobrej; hanackich (z é w miejscu ý): dobré i laskich (z krótkim y): dobry.
3. Zatrzymanie długiego ú: nesú ‘niosą’ w przeciwieństwie do dialektów czeskich właściwych, które mają charakterystyczny dyftong ou̯: nesou̯; hanackich (z ó zamiast ú): nesó i laskich (z krótkim u): nesu .
4. Brak rozróżnienia i - y jak w języku literackim i we wszystkich dialektach, z wyjątkiem laskiego.
5. Rozróżnienie l - ł (albo miękkie ľ na miejscu l i wargowe u̯ na miejsce ł), jak w dialekcie laskim, a także w niektórych peryferyjnych gwarach hanackich i czeskich właściwych. Dla języka literackiego i większości gwar czeskich właściwych i hanackich charakterystyczny jest brak rozróżnienia l - ł.

## Literatura
- Zdzisław Stieber: Zarys dialektologii języków zachodniosłowiańskich. Warszawa: PWN, 1965.
- Jaromír Bělič: Nástin české dialektologie. Praha: SPN, 1972.
- D. Short: Czech // The Slavonic Languages / Edited by Comrie B., Corbett G.. London, New York: Routledge, 1993, s. 455—532. ISBN 0-415-04755-2.
- С. С. Скорвид: Чешский язык // Языки мира: Славянские языки. 2005.